# Morières-lès-Avignon
Morières-lès-Avignon este o comună în departamentul Vaucluse din sud-estul Franței. În 2009 avea o populație de 7.611 de locuitori.

## Evoluția populației
| An        | 1975  | 1982  | 1990  | 1999  | 2006  | 2009  |
| --------- | ----- | ----- | ----- | ----- | ----- | ----- |
| Populație | 3.477 | 6.083 | 6.405 | 6.535 | 7.413 | 7.611 |